# Christian Keller

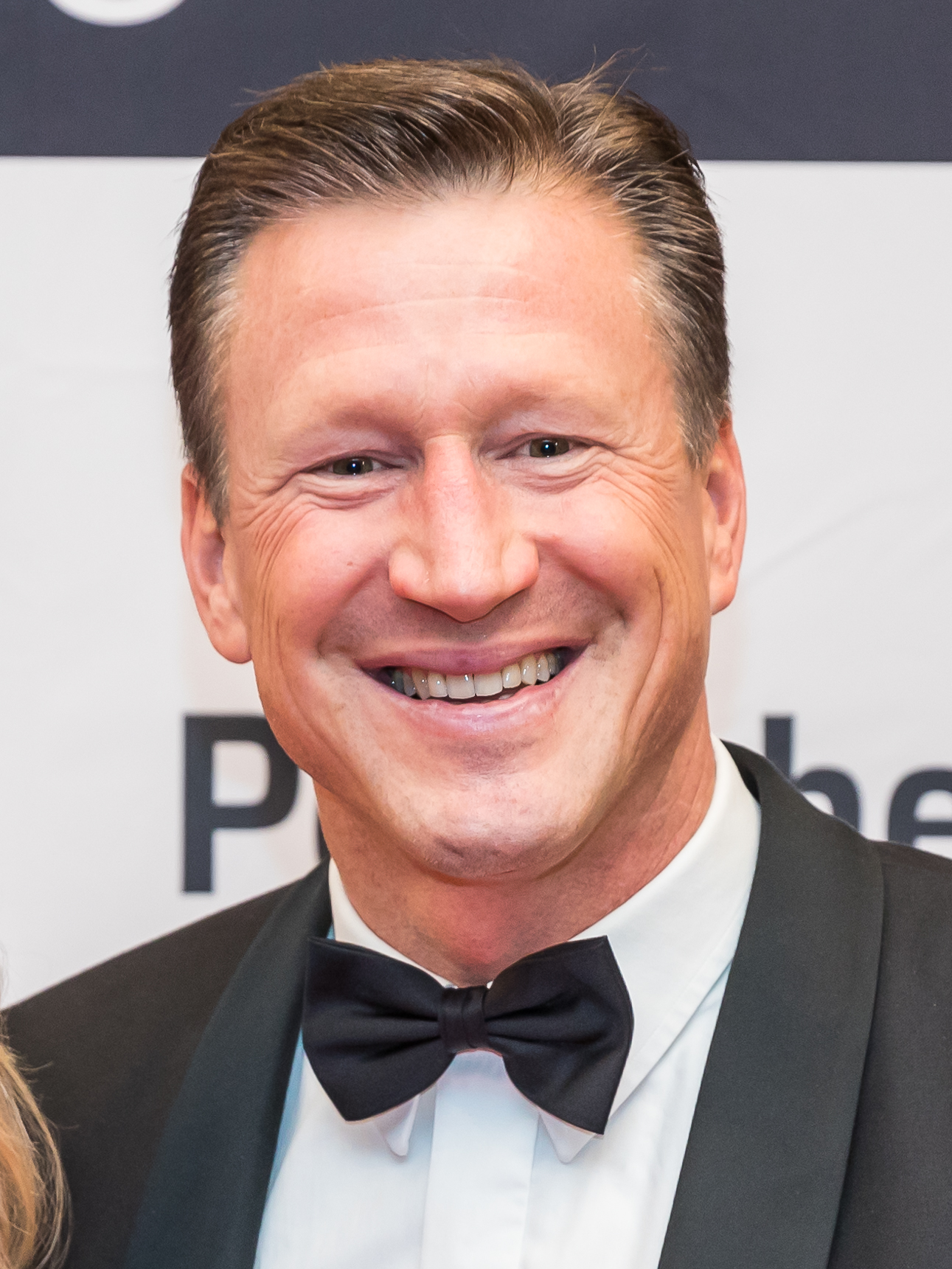
Christian Keller in 2018

Christian Keller (Essen, 3 augustus 1972) is een internationaal topzwemmer uit Duitsland, wiens carrière van de grond kwam toen hij in 1993 de wereldtitel won op de 200 meter wisselslag bij de wereldkampioenschappen kortebaan (25 meter) in Palma de Mallorca. Sindsdien is hij een min of meer vaste waarde in de Duitse estafetteploegen, met wie Keller in 1996 de bronzen medaille won op de 4x200 meter vrije slag. Met diezelfde aflossingsploeg had hij een jaar eerder de gouden medaille gewonnen bij de Europese kampioenchappen langebaan (50 meter) in Wenen.
Keller, drievoudig Europees kampioen bij de junioren (1988 en 1989) werd in eigen land tweemaal uitgeroepen tot Zwemmer van het Jaar (1994 en 1995), en nam in totaal viermaal deel aan de Olympische Spelen: "Barcelona 1992", "Atlanta 1996", "Sydney 2000" en "Athene 2004". Hij is in het dagelijks leven werkzaam als vermogensbeheerder bij een bank.